# Microctenochira ferranti
Microctenochira ferranti  (лат.) — вид жуков щитоносок (Cassidini) из семейства листоедов.
Центральная Америка: Коста-Рика, Сальвадор, Гватемала, Мексика, Никарагуа.
Форма тела уплощённая. Растительноядный вид, питается растениями семейства вьюнковые (Convolvulaceae: Ipomoea sp.).